# Gnathonargus unicorn
Gnathonargus unicorn là một loài nhện trong họ Linyphiidae. Chúng được Richard C. Banks miêu tả năm 1892. Chú chỉ được tìm thấy ở Mỹ.